# Justin Hartley
Justin Hartley, född 29 januari 1977 i Knoxville, Illinois, Förenta Staterna, är en amerikansk skådespelare, internationellt mest känd som karaktären Oliver Queen i TV-serien Smallville.[källa behövs] Han har en dotter, Isabella, tillsammans med exmakan Lindsay Korman. 

## Filmografi (urval)
- Aquaman 2004
- Smallville 2006-2011
- Red Canyon 2008
- Passions (TV) 2002-2006
- Castle 2011
- Revenge 2014
- 2022 – Senior Year
- 2022 – Quantum Leap (TV-serie)
- 2025 – Bride Hard